# Chiara Siracusa
Chiara Siracusa (Senglea, 25 settembre 1976) è una cantante maltese.
Ha rappresentato per tre volte il suo paese all'Eurovision Song Contest: nel 1998, nel 2005 e l'ultima nel 2009, e nel 2010 ha presentato i voti del suo paese.

## Discografia
- 1998: Shades Of One
- 2000: What You Want
- 2003: Covering Diversions
- 2005: Here I Am
- 2009: What if We